# Skatteanstånd
Skatteanstånd innebär i Sverige att en skattebetalare får tillstånd att skjuta upp betalningen av skatt till ett senare datum. Detta kan beviljas av skattemyndigheten under vissa förutsättningar och används ofta för att underlätta för företag och privatpersoner som tillfälligt har svårt att betala sina skatter.

## Orsaker till Skatteanstånd
Skatteanstånd kan beviljas av flera olika anledningar, inklusive:
- Tillfälliga ekonomiska svårigheter: Om en skattebetalare har tillfälliga likviditetsproblem kan anstånd medges för att ge tid att ordna upp ekonomin.
- Extraordinära händelser: Vid oväntade händelser som naturkatastrofer, brand eller liknande som påverkar skattebetalarens betalningsförmåga.
- Pågående omprövning eller överklagande: Om en skattebetalare har överklagat ett skattebeslut och väntar på slutlig dom kan anstånd med betalning ges tills ärendet är avgjort.

## Förfarande för ansökan
För att ansöka om skatteanstånd behöver skattebetalaren lämna in en formell ansökan till Skatteverket, där de redogör för skälen till anståndet och bifogar nödvändig dokumentation. Skatteverket gör därefter en bedömning och fattar beslut om anstånd kan beviljas och under vilka villkor.

## Villkor och ränta
Skatteanstånd beviljas vanligtvis med vissa villkor, såsom betalningsplaner eller krav på säkerhet. Dessutom kan ränta och andra avgifter tillkomma under anståndsperioden. Räntan på skatteanstånd är ofta lägre än dröjsmålsräntan, vilket gör det till ett attraktivt alternativ för skattebetalare i tillfälliga ekonomiska svårigheter.

## Konsekvenser av skatteanstånd
Att få skatteanstånd kan hjälpa skattebetalare att undvika betalningsanmärkningar och andra sanktioner. Dock innebär det att den totala skattebördan kvarstår och måste betalas vid ett senare tillfälle, ofta med tillägg av ränta. Det är därför viktigt för skattebetalare att planera för hur de ska kunna uppfylla sina framtida betalningsåtaganden.

## Regelverk
Reglerna för skatteanstånd varierar mellan olika länder, men i Sverige regleras skatteanstånd av Skatteförfarandelagen (2011:1244). Skatteverket ansvarar för att handlägga ansökningar och övervaka att villkoren för anstånd efterlevs.

## Exempel på skatteanstånd i praktiken
Under Covid-19-pandemin införde många länder, inklusive Sverige, tillfälliga regler för skatteanstånd för att hjälpa företag och privatpersoner att hantera ekonomiska svårigheter orsakade av pandemin. Dessa tillfälliga regler inkluderade förlängda anståndsperioder och lättnader i villkoren för beviljande av anstånd. Även finanskrisen i Sverige 2008–2009 införlivades en möjlighet att ansöka om tillfälliga anstånd med inbetalning av skatt och skatteavgifter.